# 第六范式
关系数据库设计的第六范式 (6NF)，是数据库规范化的级别，根据克里斯托佛·达特的基于关系代数的定义，关系算符（relational operator），如连接（join）可以推广到自然处理间隔数据（interval data），如日期序列或时间间隔, 例如时间数据库。 第六范式基于这种推广的join：
数据库的一个关系R满足第六范式，当且仅当R没有非平凡连接依赖。平凡的连接依赖是指R的至少一个投影（projections）包含R的一个候选键。
显然，第五范式是第六范式的特例。
第六范式适合使用了间隔数据的时态数据库。进一步讨论，参见Temporal Aggregation in SQL。其他方法见TSQL2。 一些数据仓库建模已经采用第六范式，如Anchor Modeling。